# Distrito de Ccatca
El distrito de Ccatcca es uno de los doce distritos de la provincia de Quispicanchi, ubicada en el departamento de Cusco, Perú bajo la administración el Gobierno regional del Cusco. Limita al norte con la provincia de Paucartambo, al este con el distrito de Urcos, al sur con el distrito de Quiquijana y al oeste con el distrito de Caicay de la provincia de Paucartambo y el distrito de Urcos.
La provincia de Quispicanchi, desde el punto de vista jerárquico de la Iglesia Católica, pertenece a la Arquidiócesis del Cusco.

## Historia
Una vez establecidos los corregimientos en el Cusco, la zona de Ccatcca como segundo Curato pasa a formar parte del Corregimiento de Paucartambo en 575. En 1616 figura como doctrina y tiene por anexos Lauramarca y Ocongate. En esta época se edifican la iglesia y la Plaza de Armas, alcanzando importancia económica por ser camino de tránsito hacia los valles cocaleros y porque se administra estancias muy prósperos como Cámara (Patacamara)y Acuni (Cuyuni) de propiedad de la compañía de Jesús. Esto genera un desarrollo hacia fines del siglo XVII y mediados del siglo XVIII. Comercialmente se conecta con Caycay y Huambutio (Valle del Vilcanota) y las de Vitobamba (Araza).
En la Época Republicana, el 21 de junio de 1825, Ccatcca fue elevado a la categoría de distrito de la Provincia de Paucartambo. posteriormente siendo presidente Don Augusto B. Leguía, se anexa a la provincia de Quispicanchi por medio de la Ley N.º 023 del 3 de febrero de 1920.
Desde la época Republicana hasta mediados del presente siglo, Ccatcca mantiene las características de eje de comunicación, se consolida como distrito y ruta de acceso al oro de Camanti, siguiendo un crecimiento regular.
En la actualidad, la construcción de la Carretera Interoceánica, representa una oportunidad para que Ccatcca pueda desarrollar actividades económicas, ganaderas y agropecuarias y que permita a sus pobladores una mejora en su calidad de vida.

## Geografía
Su capital, el pueblo de Ccatca, se ubica a 3.700 msnm.

## División política
El distrito de Ccatcca está conformada por 28 comunidades campesinas y 9 centros poblados.
Centros poblados:
1. Centro poblado Andayaque.
2. Centro poblado Ccopi.
3. Centro poblado Chichina.
4. Centro poblado Ccatacamara.
5. Centro poblado Huarahuara.
6. Centro poblado Kcauri.
7. Centro poblado Pampacamara.
8. Centro poblado Qollana - Ccatccapampa.
9. Centro poblado Umuto.

Comunidades:
1. Alto serranuyoc.
2. Andayaque.
3. Agropecuaria Ccapana.
4. Atapata.
5. Ausaray.
6. Chichina.
7. Cuyuni.
8. Ccopi.
9. Ccatccapampa.
10. Cjatacamara.
11. Huayllabamba.
12. Huarahuara.
13. Illapata.
14. Kcauri.
15. Llachic.
16. Lloqueta.
17. Machacca.
18. Nueva Esperanza Ccapana.
19. Pampacamara.
20. Pumaorcco.
21. Qquerora.
22. Quisinsaya.
23. Sacsayhuaman.
24. Sonccomarca.
25. Ullpo.
26. Umuto.
27. Yacacheta.
28. Yuracmayo.

## Autoridades

### Municipales
- 2019 - 2022[2]
  - Alcalde: Jesús Yauri Jallasi, de Restauración Nacional.
  - Regidores:

  1. Victoriano Pozo Huallpa (Restauración Nacional)
  2. Julio Apaza Apaza (Restauración Nacional)
  3. Efraín Tacuri Vargas (Restauración Nacional)
  4. Rocsana Tinta Vargas (Restauración Nacional)
  5. Juan Aime Quispe (Democracia Directa)

## Festividades
- Aniversario del Distrito 28 de enero

- Tupay Carnaval

En el mes de febrero casi en todas las comunidades del distrito se lleva a cabo las fiestas carnavalescas, el cortamonte o malki cumpay también es erigido por las diversas instituciones públicas cuya sede se encuentra en Ccatcca. Lo más festivo y grato es el Machu Watay, que consiste en que la pandilla de bailarines esta alrededor de un palo erigido, mismo mástil, y en la cima de ella se coloca una botellita de aguardiente y una bolsita de coca, artículos que los Machus o Viejos deberán bajar haciendo muchas artimañas que ocasiona risa en los presentes. En otro momento los Machus hacen de hombres que quieren aprovecharse de las mujeres, espiándolos un descuido para poder sunk'arlo, o frotarlo con la quijada su cabeza. luego de ello huye. La vestimenta utilizada es la típica, ello le da mayor autenticidad a la actividad.
- Semana Santa

La población católica, realiza diferentes actividades al interior de sus hogares así como preparar los doce platos, con productos agrícolas naturales del lugar. La Iglesia por su parte organiza una misa y la procesión donde todos los feligreses católicas participan acompañado de su autoridades.
- Peregrinación al Señor de Qoyllurit'i

Esta actividad religiosa no es exclusividad de los habitantes Ccatqueños, si no es un evento casi nacional porque acuden creyentes de diferentes puntos del país y en ocasiones de otros países. Sin embargo debemos destacar que cuando Ccatcca, constituía distrito de la provincia Paucartambo, era el escenario principal donde los peregrinos y delegaciones de bailarines hacia una parada para saludar y encomendarse a Dios en el templo San Juan Bautista. Los lugareños preparaban una pequeña recepción y luego emprendían junto a ellos enrumbar al Ocongate, Mahuayani hasta Sinakara, lugar donde se encuentra la morada del Taytacha de las Nieves, acompañados de su comparsa Ccapac Qollas de Ccatcca, los mismos que tienen el privilegio de estar próximo a la imagen del Señor de Qoyllurit’i, en la procesión de 24 horas. La fecha de la peregrinación no está establecido de por vida sino es variable al tiempo.
- Chacachutay

El Chakachutay, que en castellano viene a ser “jalar el puente”; fue una de las actividades reales que los ayllus realizaban en tiempo memoriales. Este consistía en la reconstrucción del puente artesanal que permitía cruzar los ríos caudalosos de casi toda la sierra y estos estaban hechos de trenzas de paja y tallos de plantas nativas; como el queuña, el ccolle, etc.
Cuentan las personas mayores del distrito de Ccatcca que para cruzar el rio Vilcanota para ingresar o salir de Caycay, solo tenían el puente artesanal y ello tenía que ser restaurado cada año con la participación de los pueblos que demandan este paso peatonal. Con ese propósito todos los pueblos se a volcaban en el mes de junio al lugar, cargado de materiales y enseres, que necesitaba la restauración. Esta actividad no era solo como una mera faena, sino se tornaba en una fiesta de pueblo donde participaban familias enteras.
Este acto, en estos días, es replicado por las nuevas generaciones del distrito de Ccatcca, cada 24 de junio, con la participación de todas las comunidades, en especial de Yacacheta, Ccatccapampa, Ccopi, Querora, Llachi y Ullpo. Llama la atención sus inmensas trenzas que las presentan las delegaciones, llevándolo en hombros a todos los expectantes ubicados en la Plaza Mayor del distrito, toda la delegación ataviado con vestimenta típica, al son de la melodía emanada de los instrumentos caseros (pito y tambor), bailando hasta dar tres vueltas la Plaza de Armas. El alcalde encabeza y los regidores; que son los pututeros acompañan y el mandón que se encargaba de convocar y custodiar las trenzas.
Se suele arman una mesa donde las autoridades distritales esperan el ingreso de las delegaciones, cargando sus trenzas y se apresta a saludarle a los munícipes, luego de colocar en media plaza la trenza. Siempre encabeza el alcalde y le siguen los regidores y la delegación de bailarines. Mientras el alcalde toma lugar en la mesa principal junto a las autoridades actuales y reales, los pututeros se colocan en una fila frente a la mesa oficial y de tiempo en tiempo pugnan en el mismo logar buscando desequilibrar a sus similares y con ello se mide la fortaleza de las delegaciones que está al orgullo y prestigio de la comunidad.
Luego de brinde keros de chicha, y realizar el tinkusca, todas la autoridades se aproximan al medio de la plaza donde se encuentran tendidas la trenzas para iniciar con la evaluación de las mismas. En esta etapa se evalúa que la trenza tenga: firmeza, extensión y durabilidad, que garantice soportar el peso de los peatones, en un hipotético caso de ser instalado para puente.
Los mandones son las personas indicada de medir la longitud de las tranzas, con la ayuda de una vara, y lo hacen corriendo paralelamente a la trenza. La dureza de la trenza es evaluada con la participación de los asistentes al evento. Todos se involucran ubicándose a uno de los extremos para poder jalar hacia arriba y hacia abajo. Relacionando el triunfo del uno o del otro con la prosperidad de los habitantes de arriba o abajo que tendrán el presente año.
En este marco los pobladores de los barrios de arriba con la fuerza de sus apus; Aqánaku y Saywa tensaban y los de abajo con la fuerza de sus Apus; Ausangate y Ccollotamocco pugnan en quedarse con la trenza. Si en el ínterin se rompe la trenza, esta no sirve para nuestro objetivo. Si resiste a tres jaladas es una buena trenza.
- Virgen del Carmen (patrona del distrito 16 de julio)